# Voltaj

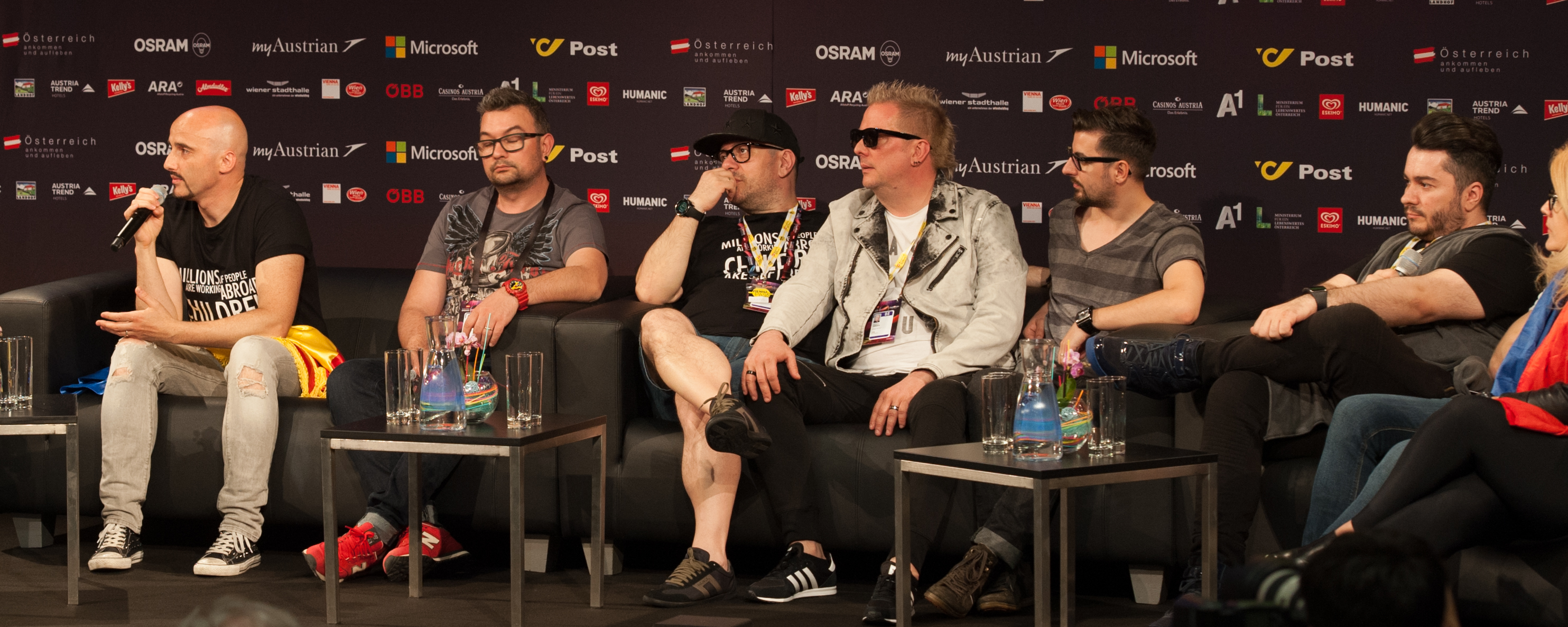
Voltaj (2015)

Voltaj är en rumänsk pop-rock grupp som representerade Rumänien i Eurovision Song Contest 2015 med bidraget "De la capăt (All Over Again)". Gruppens första album Pericol släpptes 1996.